# Adam D'Angelo
Adam D'Angelo é o diretor executivo e co-fundador da Quora, com sede em Mountain View, Califórnia. Ele foi diretor de tecnologia do Facebook, e também atuou como vice-presidente de engenharia, até 2008. Em junho de 2009, ele começou a Quora com Charlie Cheever, que antes era funcionário do Facebook. Ele é membro do conselho de administração da OpenAI e investidor em empresas de internet.

## Educação
Adam D'Angelo frequentou a Phillips Exeter Academy para o ensino médio. Lá, ele desenvolveu o Synapse Media Player (um software de sugestão de música), juntamente com Mark Zuckerberg e outros.
Em 2002, ele aprendeu no Instituto de Tecnologia da Califórnia, onde se formou com um BS em Ciência da Computação.
Em 2003, enquanto cursava a faculdade, D'Angelo também criou o site BuddyZoo, que permitia aos usuários fazer upload de sua lista de amigos do AIM e compará-los com os de outros usuários. O serviço também gerou gráficos baseados nas listas de amigos.

## Honras
- Oitavo na Olimpíada de Computação dos EUA como um estudante do ensino médio (2001)
- Medalha de prata na Olimpíada Internacional em Informática (2002)
- Um dos Castores do Instituto de Tecnologia da Califórnia (equipe de 3) no ACM International Collegiate Programming Contest (ICPC)
- Um dos Finalistas Mundiais no ACM International Collegiate Programming Contest (ICPC) (2003)
- Um dos Campeões Norte-Americanos no ACM International Collegiate Programming Contest (ICPC) (2003)
- Um dos Finalistas Mundiais no ACM International Collegiate Programming Contest (ICPC) (2004)
- Um dos World Finals Silver Medals no ACM International Collegiate Programming Contest (ICPC) (2004)
- Um dos Finalistas do co-treinador do mundo no ACM International Collegiate Programming Contest (ICPC) (2005)
- Um dos 24 principais finalistas na Competição de Codificação de Algoritmos do Topcoder Collegiate Challenge (2005)

## Outro trabalho
D'Angelo foi assessor e investidor no Instagram antes de sua aquisição pelo Facebook em 2012.
Em 2018, ele se juntou ao conselho de administração da OpenAI.

## Conquistas
A revista Fortune incluiu D'Angelo como vice-campeão em seu artigo "Smartest people in tech" (em português: "Pessoas mais inteligentes em tecnologia").